# Municipio de San Juan Ñumí
El municipio de San Juan Ñumí (del mixteco: ñuhu, mi ‘tierra, abejón’‘ tierra de abejones’) es uno de los 570 municipios que conforman al estado mexicano de Oaxaca. Pertenece al distrito de Tlaxiaco, dentro de la región Mixteca. Su cabecera es la localidad de San Juan Ñumí.

## Geografía
El municipio abarca 223.13 km² y se encuentra a una altitud promedio de 2200 m s. n. m., oscilando entre 3200 y 1800 m s. n. m.
Colinda al norte con el municipio de Tezoatlán de Segura y Luna y el municipio de San Antonino Monte Verde, al este con el municipio de San Pedro Mártir Yucoxaco, San Martín Huamelúlpam, Santiago Nundiche y San Antonio Monte Verde, al sur con Santiago Nundiche y con el municipio de San Juan Mixtepec -Distrito 08-, y al oeste con Tezoatlán de Segura y Luna.

### Hidrografía
El municipio pertenece a la subcuenca del río Mixteco, ubicado en la cuenca del río Atoyac y dentro de la región hidrológica del río Balsas.

### Fisiografía
El territorio de San Juan Ñumí pertenece a la provincia de la Sierra Madre del Sur, a la subprovincia de la Mixteca alta y al sistema de topoformas de la Sierra alta compleja.

## Clima
El clima de San Juan Ñumí es templado subhúmedo con lluvias en verano en el 65% de su territorio y semicálido subhúmedo con lluvias en verano en el 35% restante. El rango de temperatura del municipio oscila entre 12 y 20 grados celsius y el rango de precipitación es de 800 a 1000 mm.

## Demografía
De acuerdo al último censo, realizado por el INEGI en 2010, en el municipio habitan 6 666 personas, repartidas entre 23 localidades. Del total de habitantes de San Juan Ñumí, 5 775 dominan alguna lengua indígena.

### Grado de marginación
De acuerdo a los estudios realizados por la Secretaría de Desarrollo Social en 2010, aproximadamente el 60% de la población del municipio viven en condiciones de pobleza extrema. El grado de marginación de San Juan Ñumí es clasificado como Alto.

## Política
El municipio se rige mediante el sistema de usos y costumbres, eligiendo gobernantes cada tres años de acuerdo a un sistema establecido por las tradiciones de sus antepasados.